# Ivana Marić
Ivana Marić (Čapljina, 1982) is een Bosnische zangeres.
Op 13-jarige leeftijd begon ze al met zingen, in 2004 schreef ze zich in voor Hrvatski Idol, de Kroatische versie van Idols, maar kon niet winnen. Samen met 2 andere verliezende finalisten richtte ze de groep Feminnem op en kon een jaar later zo naar het Eurovisiesongfestival met het lied Zovi dat in het Engels Call me heet. Ze werden 14de waardoor Bosnië en Herzegovina in 2006 eerst langs de halve finale moest.